# Glyptothrips interior
Glyptothrips interior är en insektsart som först beskrevs av Stannard 1955.  Glyptothrips interior ingår i släktet Glyptothrips och familjen rörtripsar. Inga underarter finns listade i Catalogue of Life.